# マイティ・オーボッツ
『マイティ・オーボッツ』（原題：Mighty Orbots）は、日本とアメリカ合衆国のテレビアニメ。1984年にアメリカのABCにて全13話が放送された。

## 概要
東京ムービー新社が制作したロボットアニメであり、アメリカのテレビ局であるABCから直接東京ムービー新社に依頼するという前例の無い方式で制作が行われた。
宇宙を舞台とするロボットアニメであるが、主役のロボットデザインは同じく東京ムービーのアニメ作品である『六神合体ゴッドマーズ』が下地となっており、そのゴッドマーズの玩具を一部変更した上で玩具展開が予定されていた。しかし、本作の玩具はトンカとの裁判の影響で未発売となった。
日本では1985年に日本語吹替版の映像ソフトが発売され、発売から数年後の2000年にBS局にてテレビ放送された。
東京ムービー新社制作作品ではあるが、放送終了後は本作の版権がターナー・エンターテインメントに移されており、トムス・エンタテインメントの公式サイトにおける作品掲載は行われていない。

## ストーリー
宇宙征服を企むコンピューター魔人オーブラが、宇宙各所に魔の手を延ばし始めた。
ギャラクシーパトロールのロブと、パートナーであるオーノと共に5体のオーボッツが立ち向かう。オーボッツは緊急時には巨大化、そして合体して無敵の巨大ロボマイティ・オーボッツとなり、そして一体化したロブとオーノの操縦で、オーブラの野望を打ち砕く。

## キャラクター
ロブ・シモンズ
声 - 水島裕
ギャラクシーパトロール隊隊長。
ロンデュー
声 - 平林尚三
ディア
声 - 小金澤篤子
オンブラ
声 - 笹岡繁蔵
ナレーター
声 - 玄田哲章

### オーボッツ
ロブが魔人オーブラに対抗するべく開発したロボット。戦闘時には巨大化・合体して「マイティ・オーボッツ」となり、ロブとオーノが搭乗するコアシップを収納し、ロブの操縦で戦闘を行う。
オーノ
声 - 伊藤美紀
ロブの助手のロボット。
トール
声 - 玄田哲章
ボート
声 - 山口健
ボー
声 - 小粥よう子
ブー
声 - 及川ひとみ
クランチ
声 - 沢木郁也

## スタッフ
- エグゼクティブ・プロデューサー - フレッド・シルバーマン、藤岡豊
- プロデューサー - ジョージ・シンガー、池内辰夫、稲田伸生
- チーフ・ディレクター - 出崎統
- 監修 - 常田幸子
- シリーズ構成 - マイケル・リーブス
- 構成協力 - 高屋敷英夫
- 演出 - 大賀俊二
- 美術監督 - 小林七郎
- キャラクターデザイン - ロン・メイデンバーグ、杉野昭夫、近藤勝也
- メカニカルデザイン - 板橋克己、泉口薫
- 作画監督 - 杉野昭夫
- 音楽 - 大野雄二（選曲 - 鈴木清司）
- 制作 -  東京ムービー新社、 インターメディア・エンターテインメント

## 各話リスト
| #  | サブタイトル                   | 原題                              | 放送日        |
| -- | ------------------------------ | --------------------------------- | ------------- |
| 1  | 電磁怪獣                       | Magnetic Menace                   | 1984年 9月8日 |
| 2  | 願い事の叶う世界               | The Wish World                    | 9月15日       |
| 3  | 先史時代の惑星に閉じこめられて | Trapped on the Prehistoric Planet | 9月22日       |
| 4  | ザ・ドレムロックス             | The Dremloks                      | 9月29日       |
| 5  | 悪魔の小惑星                   | Devil's Asteroid                  | 10月6日       |
| 6  | ステラー・クイーン号の急襲     | Raid on the Stellar Queen         | 10月13日      |
| 7  | ターゴンの宝石                 | The Jewel of Targon               | 10月20日      |
| 8  | ザ・フェニックスファクター     | The Phoenix Factor                | 10月27日      |
| 9  | レヴィアタン                   | Leviathan                         | 11月3日       |
| 10 | 宇宙サーカス                   | The Cosmic Circus                 | 11月17日      |
| 11 | 二人の盗賊の物語               | A Tale of Two Thieves             | 11月24日      |
| 12 | イクリプス作戦                 | Operation Eclipse                 | 12月1日       |
| 13 | シャドー星の侵略               | The Invasion of the Shadow Star   | 12月15日      |

## 映像ソフト
VHS
| 巻数  | 発売日         | 収録話数        |
| ----- | -------------- | --------------- |
| VOL.1 | 1985年 7月21日 | 第1話・第2話    |
| VOL.2 | 1985年 7月21日 | 第3話・第4話    |
| VOL.3 | 8月21日        | 第5話・第6話    |
| VOL.4 | 8月21日        | 第7話・第8話    |
| VOL.5 | 9月21日        | 第9話・第10話   |
| VOL.6 | 9月21日        | 第11話 - 第13話 |

VHD
| 巻数  | 発売日         | 収録話数        |
| ----- | -------------- | --------------- |
| VOL.1 | 1985年 8月21日 | 第1話 - 第3話   |
| VOL.2 | 9月21日        | 第4話 - 第6話   |
| VOL.3 | 10月21日       | 第7話 - 第9話   |
| VOL.4 | 11月21日       | 第10話 - 第13話 |